# 凌云乡 (乐山市)
凌云乡，是中华人民共和国四川省乐山市市中区曾经下辖的一个乡。2019年12月，撤销凌云乡，将其所属行政区域划归大佛街道管辖。

## 行政区划
凌云乡撤销前下辖以下地区：
新场社区、龙泉村、向阳村、邓庵村、徐店村、双福村、三尊村、燕子村和凌云村。